# Barbonval
Barbonval is een plaats en voormalige gemeente in het Franse departement Aisne in de regio Hauts-de-France. De plaats maakt deel uit van het arrondissement Soissons.

## Geschiedenis
De gemeente is op 1 januari 1971 gefuseerd met Longueval tot de gemeente Longueval-Barbonval, die op 1 januari 2016 opging in de gemeente Les Septvallons
Barbonval · Glennes · Longueval · Merval · Perles · Révillon · Vauxcéré · Villers-en-Prayères